# مدرسه دولتی اسپرینگدیل
مدرسه دولتی اسپرینگدیل (به انگلیسی: Springdale Public Schools) در شهر اسپرینگدیل در ایالت آرکانزاس قرار دارد. این مدرسه در سال ۱۸۸۴ تأسیس شده است.